# Láng Ferenc
Láng Ferenc (Kálmánd, 1889. szeptember 19. – Szatmár, 1950. december 8.) erdélyi magyar helytörténész.

## Életútja
Középiskolai és teológiai tanulmányait Szatmárnémetiben végezte, a budapesti egyetemen latin-történelem szakos tanári oklevelet, majd bölcsészeti doktorátust szerzett. 1920-tól a szatmári katolikus leánygimnáziumban, 1940-től a katolikus fiúgimnáziumban tanított. Társadalmi, bölcseleti, történelmi tárgyú cikkei és értekezései a Szamos és az Északnyugati Újság hasábjain jelentek meg, vallási tárgyú beszédeit a Hildegárda c. lap közölte. Megírta a szatmárnémeti ferences plébánia (Hildegárda, Szatmár 1930), valamint a szatmári Jótékony Nőegylet történetét (Egy darab Szatmár múltjából. Szatmár, 1932).